# Étienne-Gaspard Robert
Étienne-Gaspard Robert (15 juny de 1763 - 2 juliol de 1837), sovint conegut pel nom artístic de "Robertson", va ser un prominent físic való, mag i el desenvolupador influent de la fantasmagoria. Va ser descrit per Charles Dickens com «un home de l'espectacle honorable i ben educat». Paral·lelament al seu treball pioner en les tècniques de projecció per als seus espectacles, Robert va ser també professor de física i un agut aeronauta en un moment de gran desenvolupament en l'aviació.

## Phantasmagoria
Robert va crear una nova forma d'actuació de la il·lusió el 1793 en la forma d'un espectacle de llanterna màgica de Paul Philidor (llavors sota el nom de Paul de Philipsthal). Philidor va ser un dels primers artistes coneguts d'aquest tipus d'espectacles després haver adaptat el que ell mateix havia vist per Johann Georg Schröpfer. Amb la seva comprensió de l'òptica, Robert es va adonar del potencial del que es convertiria en "fantasmagoria". Els seus nous avenços tecnològics es van combinar amb les seves habilitats en la pintura i l'espectacularitat, el desenvolupament d'un programa previ al cinema de terror.
En els seus espectacles, normalment tractava el tema de la mort, mitjançant la representació de sepulcres, cementiris, esquelets i la recreació d'una atmosfera misteriosa influenciada per les noveles gòtiques de l'època; també buscava unificar aquests temes amb tòpics de l'amor i criatures monstruoses (dimonis, diables, ratpenats, híbrids, etc). En quan als seus personatges humans, únicament els representava com a figures de grans responsavilitats, com eren els clergues, monjos, avars, bruixes i verges.
La sala de projecció necessitava un espai de 25 metres de llarg y 8 metres de ample. Aquesta estava dividida en tres parts: al centre es trobava la pantalla de projecció coberta per una cortina negra que servia com a separació entre els dos costats de l'espectacle; d'una banda, el fantascopi, una llanterna màgica sobre un peu amb rodes amb una altura aproximada de 160cm, i per l'altra, uns 15 metres per situar el públic. En aquesta zona, Robertson podia moure el fantascopi per tal de augmentar o disminuir la mida de les imatges projectades. A més, Robertson utilitzava diferents tècniques per tal de millorar l'experiència tals com locucions, efectes sonors, imatges en moviment, sobreimpressions i foses. Les foses, l'aparició i desaparició de les imatges, es realitzaven amb un enginyós sistema molt similar a un obturador. Però no tots els efectes especials s'aconseguien únicament amb l'ús del fantascopi; en ocasions, s'utilitzava el suport d'una llanterna màgica ordinària, així com l'ús de petits baixos relleus, gravats, medalles o miralls, que es distribuïen per l'escena per crear determinades ombres i motius retallats.
A més del mecanisme de representació, Robertson actuava com a narrador de les seves pròpies històries. Aportava comentaris esporàdics que ajudaven a la comprensió i a dotar de valor expressiu els seus espectacles. Junt a la veu de Robertson, l'acompanyaven entrades musicals (en ocasions amb un tam-tam o Gong xinès; o amb qualsevol artefacte cilíndric que imités el so de la pluja) que buscaven aportar un efecte psicològic en l'espectador, i l'ús de sorolls descriptius.
L'ús del fantoscopi a les Fantasmagories de Robertson van conduir a un model de maduresa expressiva dins de l'espectacle audiovisual, que cercava calar tant en els sentits com en el pensament dels espectadors. La concepció d'aquest tipus d'espectacle crearia un nou model per a futures generacions de llinternistes i es convertiria en un dels grans antecedents del gènere de terror.

## Minerva
La gent sempre ha mirat al cel i ha somiat amb volar. Alguns simplement somien ser un ocell i volar majestuosament al vent, d'altres somien posar-se unes malles i una capa, mentre que altres busquen més artificis mecànics. Étienne-Gaspard Robert crea un diagrama ambiciós que va prendre el concepte relativament nou del globus més lleuger que l'aire i es va preguntar si seria possible crear un ascensor tan gran que pogués essencialment portar un vaixell de guerra per defensar, o més que probablement, atacar els enemics.
Com a apassionat de globus aerostàtic que va dissenyar i fer volar globus a diferents països del món, el 18 de juliol de 1803 a Hamburg, Alemanya, va establir un rècord d'altitud en un globus Montgolfiere ple d'hidrogen. Va realitzar moltes observacions científiques mentre estava a l'aire: observacions del baròmetre i del termòmetre, sobre les formes i altituds de les formacions de núvols, el comportament dels paracaigudes a diferents altituds, l'evaporació de l'èter, les propietats elèctriques de diferents materials i l'aire, comportament d'una agulla magnètica, el punt d'ebullició de l'aigua a grans altituds, propagació del so, influència de les altes altituds en els animals (coloms i papallones), intensitat de la radiació solar, espectre solar, propietats de la gravetat, composició química de l'aire i pressió de l'aire. Tanmateix, moltes de les seves observacions científiques contradiuen les lleis de la física que se sabia que eren certes en el moment de les seves "descobertes".

I un exemple de les seves afirmacions dubtoses és que: una bàscula de molla amb pesos units mostrava un pes més baix en altitud en comparació amb el terra. Després d'haver suspès el grau 11 de Física, suposaré que aquesta és una afirmació incorrecta perquè, tot i que aquest efecte existeix, només es produeix a altituds superiors a 70.000 peus i no es va apropar a aquesta altitud. Ell (i un dels seus estudiants, el Sr. Lhoest) van arribar fins a 23.884,5 peus. Així que... potser amb la fantasia encara al cap, va fer el dibuix anterior d'una proposta científica. Els seus objectius eren pujar a totes les elevacions possibles, passar per tots els climes en totes les estacions, fer observacions científiques i fins i tot si fos possible, aprofitant els vents favorables, fer la volta al món.
Les seves característiques eren: 
- 150 peus de diàmetre

- 80 tones de pes

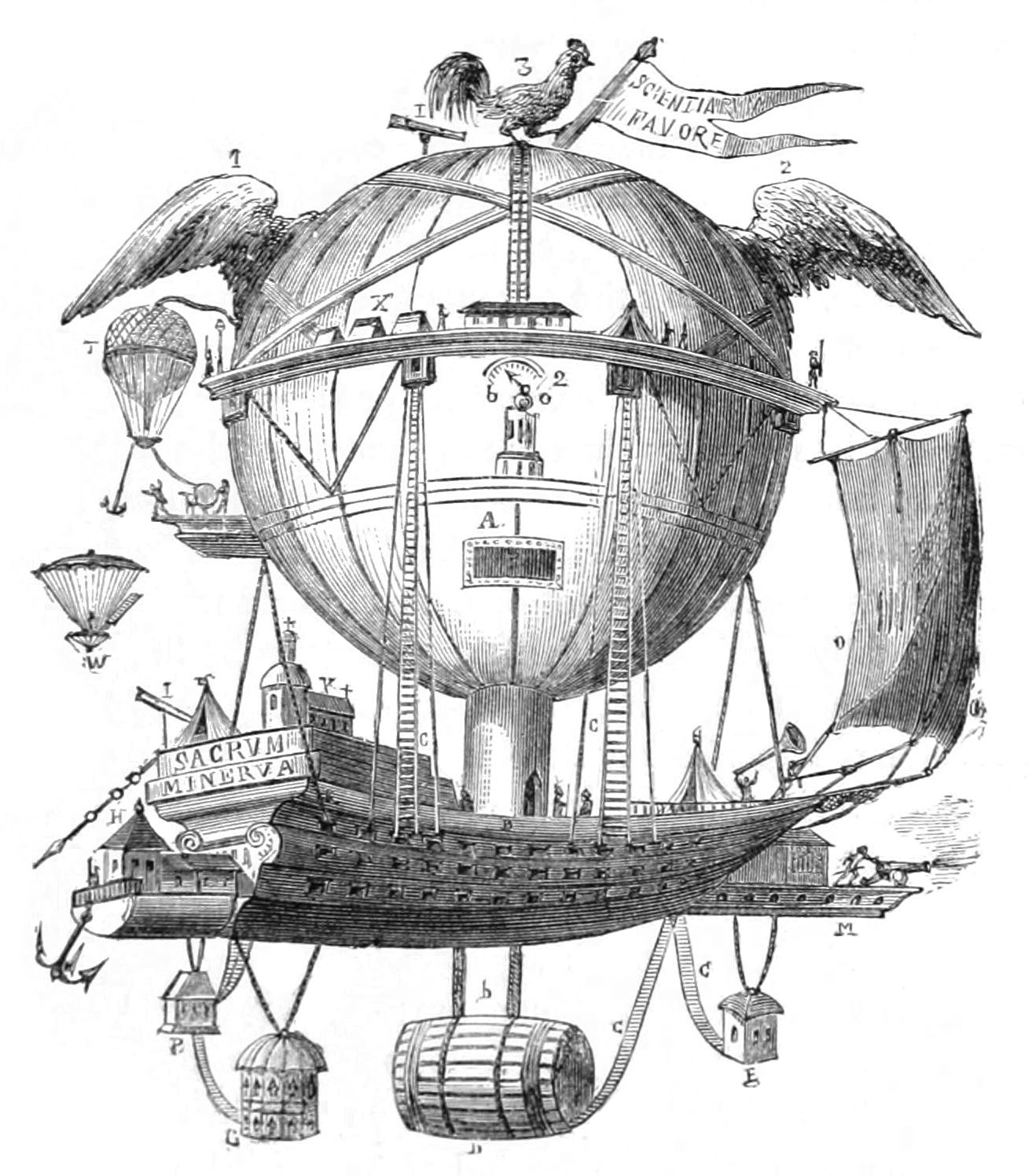
Disseny Minerva, 1870

- Capaç de transportar 150.000 lliures
- Pot portar un compliment de 60 persones, a escollir pels acadèmics d'Europa
- Pot viure dins de l'ofici durant diversos mesos gràcies a les seves sales i rebostos:
  - Sala de música i teatre
  - Observatori
  - Vestuaris
  - Rebost de vins i aigua
  - Cuina (l'únic lloc on es permetria el foc)
  - Estudi
  - Sala de recreatius
  - Gimnàs

Aquest globus estava encapçalat per la figura del gall (símbol de la vigilància) en el punt més alt del globus. "Un observador, aixecant-se per l'interior fins al punt on es col·loca l'ocell vigilant, podrà dominar la millor vista que es té a la Minerva". Mai va arribar a ser construït i va quedar en un disseny del fantasiós mag Étienne-Gaspard Robert.